# Prymorsk
 Ikke at forveksle med byen Primorsk i Kaliningrad oblast og byen Primorsk i Leningrad oblast i Rusland.
Prymorsk (ukrainsk: Примо́рськ, ukrainsk udtale: [prɪˈmɔrsʲk]; russisk: Приморск) er en by i Zaporizjzja oblast, Ukraine. Den fungerer som administrativt centrum for Prymorsk rajon.
Byen har 11.157 (2022) indbyggere.

## Historie
Prymorsk var en bebyggelse i Taurida guvernementet i Det Russiske Kejserrige.
Indtil 1964 var byen kendt som Nogaisk efter det tyrkiske folk Nogajer (en), som boede i området indtil det nittende århundrede.
Den fik byrettigheder i 1967..